# Naiduniya
Naiduniya is een Hindi-krant in de Indiase deelstaat Madhya Pradesh. Het blad werd op 5 juni 1947 opgericht door Narendra Tiwari, Babu Labhchand Cchajlani en Basantilal Sethia. In 1969 werd het lid van de Indian Newspaper Society. Tegenwoordig is de broadsheet-krant eigendom van NaiDunia media Pvt. Ltd.. De krant is gevestigd in Indore en komt uit in verschillende edities, waaronder Indore, New Delhi, Bhopal, Gwalior, Jabalpur, Raipur en Bilaspur. 